# Noboru Terada
Noboru Terada (Shizuoka, Japón, 25 de noviembre de 1917-26 de septiembre de 1986) fue un nadador japonés especializado en pruebas de estilo libre larga distancia, donde consiguió ser campeón olímpico en 1936 en los 1500 metros.

## Carrera deportiva
En los Juegos Olímpicos de Berlín 1936 ganó la medalla de oro en los 1500 metros estilo libre con un tiempo de 19:13.7 segundos, por delante del estadounidense Jack Medica y de su compatriota japonés Shunpei Uto.